# Мантюты
Мантюты (бел. Манцюты) — деревня в составе Бытенского сельсовета, расположенная в трёх километрах от агрогородка Бытень и в двух ста метрах от деревни Заполье.

## Описание
Деревня известна с XIX века. В 1870 году относилось к Быценской волости Слонимский уезда Гродненская губернии. В 1915 году населённый пункт был захвачен немецкими войсками, а с февраля 1919 года — польскими. С 1921 по 1939 годы входил состав Бытенской гмины, Слонимского уезда, Новогрудского воеводства Польши. В 1940 году село относилось к Барановичской области, а в 1954 году передано состав Брестской области.
Через деревню протекает речка Песчанка.

## Население
| Год  | Численность населения, чел |
| ---- | -------------------------- |
| 1905 | 257                        |
| 1921 | 209                        |
| 1952 | 322                        |
| 1958 | 337                        |
| 1979 | 270                        |
| 1997 | 155                        |
| 2002 | 121                        |
| 2019 | 51                         |